# Bretten (Alzacja)
Bretten – gmina we Francji, w regionie Grand Est, w departamencie Górny Ren.
Według danych na rok 1990 gminę zamieszkiwało 97 osób, 23 os./km².